# Sortilège et Avatar
Sortilège et Avatar  est le quatrième album publié dans la série Donjon Zénith de la saga Donjon, numéroté 4, dessiné par Lewis Trondheim, écrit par Lewis Trondheim et Joann Sfar, mis en couleur par Brigitte Findakly et Lewis Trondheim et publié en février 2002.